# Slavko Wolf
Slavko (Samuel) Wolf (Vukovar, 26. prosinca 1862. – Zagreb, 7. studenoga 1936.), bio je hrvatski šahist. Po struci bio je odvjetnik. 

## Životopis
Slavko Wolf rođen je u Vukovaru u bogatoj i uglednoj židovskoj obitelji. U gimnaziju išao je u Vinkovcima. Pravo je studirao u Beču gdje je diplomirao i nakon toga i doktorirao. Otac je hrvatskog velikog filozofa Vuka-Pavlovića (rođen kao Pavao Wolf). 
Slavko Wolf oženio je Janku (Johannu), rođenu Granitz. Njezin otac, Ignjat (Vatroslav) Granitz, bio je značajan hrvatski poduzetnik, mecena, izdavač i kulturni djelatnik. Pred kraj 1900. godine u župi sv. Marka u Zagrebu prešli su na katoličku vjeru, a njihov sin Pavao Wolf u istoj župi bio je kršten u veljači iste godine.
Objavio je knjigu o šahovskim problemima, Šahovski problemi za početnike (Tipografija d.d., Zagreb, 1935.).
Umro je u Zagrebu 1936. godine.